# 紀伊站
纪伊站（日语：／ Kii eki */?）是位於和歌山县和歌山市，屬於西日本旅客铁道（JR西日本）阪和线的鐵路車站。

## 历史
- 1930年6月16日 - 作为阪和电气铁道车站投入运营。
- 1940年12月1日 - 阪和电气铁道被南海电气铁道合并，成为南海山手线车站[2]。
- 1944年5月1日 - 国有化。
- 1968年9月1日 - 停止办理货运业务。
- 1987年4月1日 - 国铁分割民营化后成为JR西日本车站。
- 1992年11月1日 - 绿色窗口开始营业。
- 2003年11月1日 - 支持使用ICOCA[3]。
- 2018年3月17日 - 开始使用车站编号[4]。

## 车站结构
本站為岛式站台2台4线地上车站，也是由和泉砂川站負責管理的直营站。本站为和歌山县最北端的車站，站內可使用ICOCA。

### 站台
| 站台 | 路线   | 方向 | 目的地                   |
| ---- | ------ | ---- | ------------------------ |
| 1、2 | 阪和線 | 下行 | 和歌山方向               |
| 3、4 | 阪和線 | 上行 | 日根野、天王寺、大阪方向 |

## 使用情况
根据和歌山县统计年鉴，2017年1日平均乘车人数4,048人。
| 年度   | 1日平均 乘车人数 |
| ------ | ---------------- |
| 1998年 | 3,972            |
| 1999年 | 3,967            |
| 2000年 | 3,955            |
| 2001年 | 3,895            |
| 2002年 | 3,873            |
| 2003年 | 3,910            |
| 2004年 | 3,924            |
| 2005年 | 3,980            |
| 2006年 | 4,007            |
| 2007年 | 4,029            |
| 2008年 | 4,112            |
| 2009年 | 4,104            |
| 2010年 | 4,179            |
| 2011年 | 4,246            |
| 2012年 | 4,286            |
| 2013年 | 4,280            |
| 2014年 | 4,088            |
| 2015年 | 4,129            |
| 2016年 | 4,089            |
| 2017年 | 4,048            |

## 相邻车站
西日本旅客铁道
 阪和線
■快速、■直通快速、■纪州路快速（早高峰部分列车通过）
和泉砂川（JR-R48）－纪伊（JR-R51）－六十谷（JR-R52）
■纪州路快速（上述列车除外）、■区間快速（仅下行）、■普通
山中溪（JR-R50）－纪伊（JR-R51）－六十谷（JR-R52）

## 外部連結
- 紀伊｜車站資訊：JR出門網 - 西日本旅客鐵道